# Griet (vis)
De griet (Scophthalmus rhombus) is een straalvinnige vis uit de familie van de tarbotachtigen (Scophthalmidae) en de orde van de platvissen (Pleuronectiformes), die voorkomt in het noordoosten en het oosten van de Atlantische Oceaan en in de Middellandse Zee.

## Beschrijving
De griet kan maximaal 75 centimeter lang en 8000 gram zwaar worden. De hoogst geregistreerde leeftijd is 6 jaar. De vis heeft een schijfvorm, maar is iets minder hoekig en langgerekter dan de tarbot. In tegenstelling tot de tarbot heeft de griet een gladde huid. De vis wordt relatief dikker als de grootte toeneemt.
De vis heeft één rugvin en één aarsvin.

## Leefwijze
De griet is een zoutwatervis die voorkomt in gematigde wateren. De diepte waarop de soort voorkomt is 5 tot 50 meter. De griet houdt zich vaak op langs de randen van diepe geulen.
Het dieet van de vis bestaat hoofdzakelijk uit vis, met name zandspiering. Hij kan zich enorm goed camoufleren, doordat hij zijn kleur en patroon perfect kan afstemmen op de plaatselijke zeebodem. De langszwemmende prooi wordt dan vanuit een hinderlaag verschalkt.

## Relatie tot de mens
De griet is voor de visserij van aanzienlijk commercieel belang. Daarnaast is de vis ook voor de sportvisser interessant. 
De soort staat niet op de Rode Lijst van de IUCN.